# Rawlings (entreprise)
Rawlings est une compagnie qui fabrique de l'équipement de sport aux États-Unis. Fondée en 1887 à Saint-Louis dans le Missouri, elle se spécialise dans l'équipement de baseball, mais produit aussi de l'équipement pour le softball, le basket-ball et le football américain. Sa société mère est Jarden.
Rawlings est entre autres connu pour ses gants de baseball, qui en 2001 étaient selon Popular Mechanics employés par environ la moitié des joueurs professionnels des Ligues majeures de baseball.
En décembre 2005, le siège-social de la compagnie déménage de Fenton à Town and Country, en banlieue de Saint-Louis.
À partir de 1977, Rawlings remplace Spalding comme fournisseur officiel des balles de baseball lors des matchs de la Ligue majeure de baseball.
Depuis 1957, Rawlings commandite également pour la Ligue majeure de baseball les Gants dorés, une série de prix annuels décernés aux joueurs jugés les meilleurs en défensive à chaque position sur le terrain.
En date de 2015, Rawlings est le fournisseur officiel des balles de baseball et des casques protecteurs utilisés dans les Ligues majeures de baseball ; des balles de baseball employées en NCAA ; des uniformes de USA Football et de l'équipe des États-Unis de football américain ; des ballons de football de la NAIA ; des ballons de basket-ball de la NAIA, de la NJCAA et de l'AAU ; des balles de baseball et de softball et des ballons de basket-ball et de football américain de la National High School Federation (Fédération des écoles secondaires aux États-Unis).

## Galerie

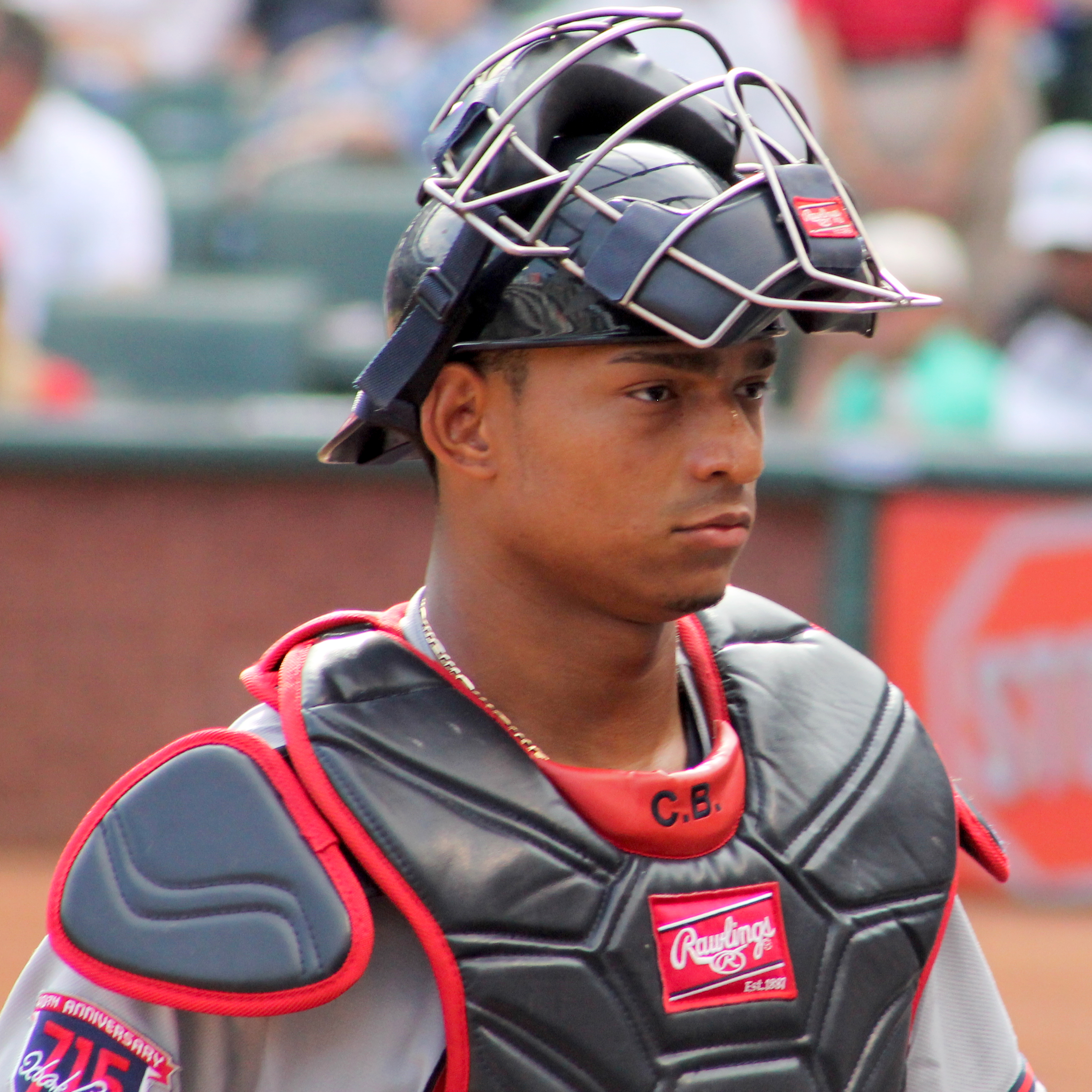
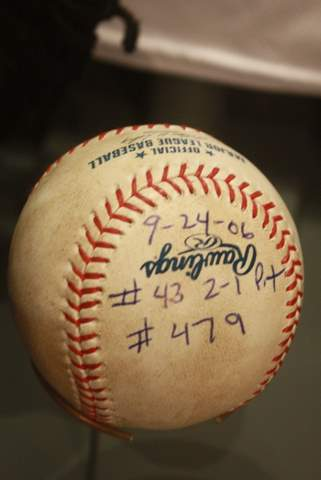
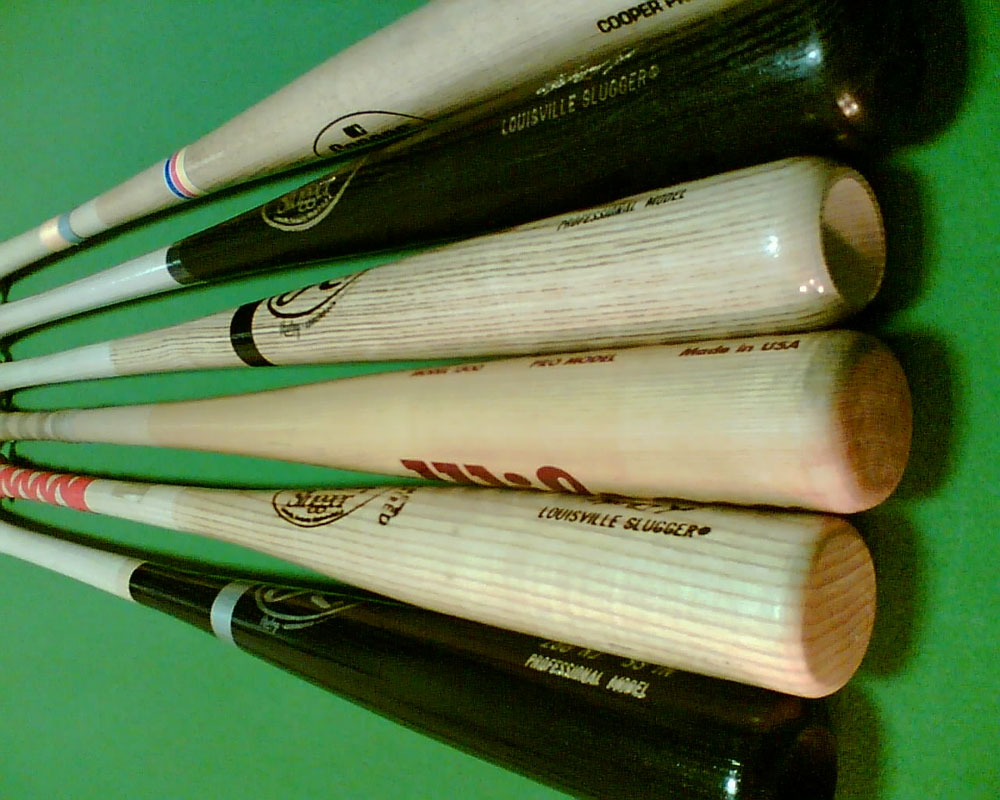